# قرار مجلس الأمن التابع للأمم المتحدة رقم 214
قرار مجلس الأمن التابع للأمم المتحدة رقم 214، الصادر في 27 سبتمبر 1965، بعد الإعراب عن القلق من أن وقف إطلاق النار الذي طالبت به القرارات 209 و 210 و 211 (ووافقت عليه الهند وباكستان) لم يكن ساريًا، وطالب المجلس الطرفين احترام التزامهم ووقف إطلاق النار وسحب جميع الأفراد المسلحين.
وقد اعتمد القرار بدون تصويت.